# 정카이 (1986년 4월)
정카이(중국어 간체자: 郑恺, 정체자: 鄭愷, 1986년 4월 17일 ~ )는 중국의 배우이다.

## 출연 작품
- 항마전: 황금룡의 부활 - 부동 역
- 전임 3: 재견전임